# Patrick Duynslaegher
Patrick Duynslaegher (Gent, 18 maart 1953) is een Belgisch filmcriticus.

## Biografie

### Filmrecensies
Duynslaegher was van 1972 tot 2011 filmcriticus voor Knack. Via Jo Röpcke, een kennis van zijn vader, bezocht hij geregeld persvoorstellingen van nieuwe bioscoopfilms. Aanvankelijk schreef Röpcke filmrecensies voor Knack, maar werd dit snel beu. Hij stelde daarop de amper 19-jarige Duynslaegher als zijn opvolger voor. Alhoewel de jongeman autodidact was en ook geen ervaring had werd hij toch aangenomen. De eerste tien jaar werkte hij freelance, daarna werd hij vast in dienst genomen. Hij liet er ook zijn hogere studies voor staan. Duynslaegher schoolde zich eigenhandig bij door regelmatig naar het filmmuseum te gaan er alle klassiekers te bekijken. 
Behalve recensies schreef hij ook verschillende artikels rond onderwerpen die met film hebben te maken. In 1994 publiceerde hij "Knack's filmencyclopedie", een boek met duizend filmbesprekingen die hij destijds voor Knack geschreven. Dit werk werd een jaar later gevolgd door het monumentale "Blik Op Zeven", waarin hij samen met Ann Jooris ter ere van 100 jaar film alle belangrijke of vermeldenswaardige films van de voorbije eeuw besprak. 
Duynslaegher staat bekend om zijn grote passie voor Alfred Hitchcock, Brian De Palma, Stanley Kubrick en Eric Rohmer. Zijn favoriete filmcritici zijn Pauline Kael en David Ansen.

### Televisie en radio
Duynslaegher presenteerde begin jaren 80 op de BRT een reeks waar hij films die een Academy Award hadden gewonnen inleidde. Tijdens de jaren 90 werkte hij ook voor Canal+, waar hij zowel oudere als nieuwe bioscoopfilms besprak. Jan Temmerman en Kurt Vandemaele debatteerden samen met hem over de inhoud en kwaliteit van deze films. 
Hij (co-)presenteerde op Klara ook twee radioprogramma's rond filmmuziek: De Liefhebber en The Original Soundtrack. 

### Internationaal Filmfestival van Vlaanderen-Gent
In 2011 verliet hij Knack om artistiek directeur van het Internationaal Filmfestival van Vlaanderen-Gent te worden, wat hij bleef tot aan zijn pensioen eind 2018.